# Il dio Kurt
Il dio Kurt è una tragedia composta da un prologo e due atti scritta da Alberto Moravia e pubblicata nel 1968.
La storia si svolge all'interno di un campo di concentramento tedesco in Polonia, nel 1944.
All'interno della storia viene riproposta anche la storia di Edipo, facendo dell'opera complessiva un dramma nel dramma.
Nel 1969 viene messo in scena con, tra gli altri, Luigi Diberti, Alida Valli e Gigi Proietti, per la regia di Antonio Calenda.
Grazie a questo spettacolo Proietti viene notato da Garinei e Giovannini che gli proporranno, in seguito, di sostituire Domenico Modugno nello spettacolo teatrale Alleluja brava gente, al fianco di Renato Rascel, che sarebbe poi andato in scena al Teatro Sistina di Roma nel 1970.